# إريك اندروز
اريك اندروز (بالإنجليزية: Eric Andrews)‏ هو مؤرخ أسترالي، ولد في 1933 في لندن في المملكة المتحدة، وتوفي في 2001 في نيوكاسل في أستراليا.